# Transmorphers
Transmorphers è un B-movie, uscito direttamente per home video negli Usa il 26 giugno 2007  prodotto dalla The Asylum, una casa di produzione specializzata nella creazione di film a basso costo, con un budget stimato in 300.000$

## Trama
Nel 2009, un gruppo di scienziati, che sta esplorando una galassia lontana, scopre un pianeta abitato da esseri viventi che stanno attaccando la terra. Gli alieni si scopriranno essere dei robot giganti, che seminano distruzione sulla terra e riescono facilmente a conquistarla. L'umanità trova riparo sottoterra all'interno di gallerie sotterranee, tecnologicamente avanzate. Passano 300 anni, e gli umani scoprono finalmente come sconfiggere i robot: essi sono controllati da un'unità centrale, posta all'interno di una torre, ed è sufficiente distruggerla per disattivare tutte le macchine sul pianeta. Il gruppo che viene inviato a disattivare i meccanismi della torre (Van Ryberg, Kareen Nadir e Xandrina Lux) verrà ostacolata dai robot che ora popolano la terra, che cercheranno di fermarli.
I robot sembrano anche essere riusciti a oscurare il cielo e cambiare il clima terrestre. Il gruppo durante la missione riesce a sconfiggere un robot e a portare i suoi resti nelle gallerie sotterranee. Il dr. Alextzavic, esaminando i resti della macchina, scopre al suo interno il dispositivo che gli permette di essere riconosciuto dalla torre, e quindi di entrarvi senza essere considerato ostile. Una volta capito come entrare nella torre, tutte le pattuglie militari della zona vi si dirigono, combattendo contro i robot che la difendono. Mitchel, una donna robot costruita dal dr. Alextzavic, si sacrifica per fermare i robot e permettere a Van Ryder e Kareen di distruggere la torre. Con la sconfitta dei robot il sole torna a splendere sulla Terra.

## Sequel
- Transmorphers: Fall of Man